# De Macht der Theaterlijke Dwaasheden
De Macht der Theaterlijke Dwaasheden (Engels: The Power of Theatrical Madness) is een toneelstuk van de Belgische kunstenaar Jan Fabre uit 1984.
Het stuk werd vertoond op de Biënnale van Venetië van dat jaar. De muziek werd gecomponeerd door Wim Mertens en verscheen op het album Maximazing the Audience.
Als sleutelmoment van de geschiedenis van de theatrale dwaasheden koos Fabre voor Wagners grootse creatie Der Ring des Nibelungen.

## Meewerkende artiesten
- Regie: 
  - Jan Fabre

- Regie-assistentie:
  - Miet Martens
  - Renée Copraij

- Muziek:
  - Wim Mertens

- Performers:

- Maria Dafneros
- Piet Defrancq
- Melissa Guerin
- Nelle Hens
- Sven Jakir

- Carlijn Koppelmans
- Georgios Kotsifakis
- Dennis Makris
- Lisa May
- Giulia Perelli

- Gilles Polet
- Pietro Quadrino
- Merel Severs
- Nicolas Simeha
- Kasper Vandenberghe

- Kostuumontwerp:
  - Pol Engels
  - Jan Fabre

- Realisatie kostuums:
  - Katarzyna Mielczarek

- Productieleiding:
  - Tomas Wendelen

- Coaching:
  - Hans Peter Janssens (zang)
  - Marisa Van Andel (tango)
  - Oliver Koch (tango)

- Techniek:
  - Thomas Vermaercke
  - Geert Vanderauwera

- Hairstyling:
  - SAVAGAN (Brussel, Oostduinkerke)